# Siete herramientas básicas de calidad

Diagrama de dispersión utilizado en unos estudios sobre economía.

Las siete herramientas básicas de calidad es una denominación dada a un conjunto fijo de técnicas gráficas identificadas como las más útiles en la solución de problemas relacionados con la calidad. Se llaman básicas porque son adecuadas para personas con poca formación en estadística. 
Se caracterizan por ser fáciles de usar, intensificar la cooperación de los empleados, visualizar las conexiones y los problemas y promover la creatividad en la resolución de problemas. Las siete herramientas de calidad ayudan a identificar los problemas, reducir las áreas problemáticas, evaluar los factores que parecen ser la causa del problema y determinar si las supuestas causas de las fallas son ciertas o no. También ayudan a evitar errores causados por descuidos, prisas o falta de atención, y pueden facilitar la identificación de valores atípicos.
Las siete herramientas básicas son:
- Diagrama de Ishikawa, también conocido como espina de pescado o diagrama de causa-efecto,
- hoja de verificación o comprobación,
- gráfico de control,
- histograma,
- diagrama de Pareto,
- diagrama de dispersión y el
- muestreo estratificado.[1]

Las siete herramientas básicas están en contraste con los métodos más avanzados de estadística, tales como muestreos de encuestas, muestreos de aceptación, pruebas de hipótesis, diseño de experimentos, análisis multivariados, y los distintos métodos desarrollados en el campo de la Investigación de operaciones.

## Origen
La designación surgió en el Japón de la posguerra y se inspiró en las siete famosas armas del monje guerrero Saitō Musashibō Benkei, también conocido Benkei.